# Лума
Лума (лат. Luma) — род растений семейства Миртовые.
Название рода происходит от родственного миртового растения Amomyrtus luma, также произрастающего в Чили.
Ареал — юго-запад Южной Америки, Вальдивские леса Чили, также встречается в Аргентине. Также лума выращивается в районах со сходным родному климату — Британские острова, северо-западное тихоокеанское побережье США. Карликовые формы используются в комнатном растениеводстве.
Лума — вечнозелёные кустарники или небольшие деревья, иногда достигающие высоты 10-20 м с диаметром ствола до 1 м. Кора светло-красная или оранжевая, гладкая. Листья овальные, тёмно-зелёные, длиной 1-5 см, шириной 0,5-3 см. Цветки до 2 см в диаметре, плод — ягода диаметром около 1 см. Ягоды съедобны и используются местными жителями, в том числе и в лекарственных целях.

## Виды
По информации базы данных The Plant List, род включает 2 вида:
- Luma apiculata (DC.) Burret — Лума остроконечная, или Арроян (Arrayán), округ Колумбия. Известен также как Чилийский мирт, на испанском языке как  или Temu S Chile, S Argentina; также произрастает в Альпийском округе в Калифорнии.
- Luma chequen (Molina) A.Gray — Чекен (Chequén) или также Huillipeta Central Chile; произрастает в Перу и Боливии.